# سطح مقطع (فیزیک)
زمانی که دو ذره برهمکنش می‌کنند سطح مقطع متقابل، منطقه‌ای نسبت به حرکت نسبی آنهاست که ذرات باید به این منطقه برسند تا از یکدیگر پراکنده شوند. اگر ذرات کرهِ سختِ ناکشسان باشند تعامل آنها تنها در تماس خواهد بود پس سطح مقطع آنها به اندازه هندسیشان مرتبط است. اگر ذرات از طریق نیروهایی که از فواصل نیز عمل می‌کنند مانند الکترومغناطیس یا جاذبه با یکدیگر برهمکنش داشته باشند، سطح مقطع آنها بزرگتر از اندازه هندسیشان خواهد بود. هنگامی که سطح مقطع به عنوان تابعی از برخی از متغیرهای وضعیت نهایی مانند زاویه ذرات یا انرژی آنها مشخص شود به آن سطح مقطع دیفرانسیلی می‌گویند. وقتی که یک سطح مقطع دیفرانسیلی در تمام زوایا (و احتمالاً سایر متغیرها) انتگرال گرفته شود به آن سطح مقطع کل می‌گویند. سطح مقطع به‌طور معمول با σ (سیگما) مشخص و در واحد مساحت اندازه‌گیری می‌شود
سطح مقطع پراکندگی می‌تواند در فیزیک هسته‌ای، اتمی و فیزیک ذرات و برای برخورد شتاب‌دار پرتوهایی از ذرات با اهداف (ثابت یا متحرک) یا نوع دیگری از ذرات تعریف شود. احتمال وقوع هر واکنشی نسبت به سطح مقطع برخورد آن تعریف می‌شود؛ بنابراین، تعیین سطح مقطع برای هر واکنش داده شده‌است یک نماینده برای بیان احتمال وقوع فرایند پراکندگی مربوط به آن واکنش است.
اندازه‌گیری سرعت واکنش یک فرایند داده شده به شدت متغیرهای تجربی مانند تراکم مواد هدف، شدت پرتو، بهره‌وری دستگاه تشخیص و زاویه دستگاه تشخیص بستگی دارد. اگرچه این مقادیر می‌تواند در نظر گرفته شود و نهایتاً سطح مقطع برخورد دو ذره را بدهد.
سطح مقطع پراکندگی دیفرانسیل و کلی از مهم‌ترین مقادیر قابل اندازه‌گیری در فیزیک هسته‌ای اتمی و فیزیک ذرات است.

Partoshar DLS Dynamic light scattering

## برخورد میان ذرات گاز

شکل ۱. در یک گاز از ذرات با قطر سطح مقطع برای برخورد با تراکم ذرات و مسیر آزاد میانگین بین برخوردها رابطه دارد.

در یک گاز با ابعاد متناهی بین ذرات برخورد وجود دارد که به اندازه سطح مقطع برخورد آنها مرتبط است. متوسط فاصله ای که یک ذره بین برخوردها حرکت می‌کند به چگالی ذرات گاز بستگی دارد. این مقادیر از طریق فرمول زیر مرتبطند
{\displaystyle \sigma ={\frac {1}{n\lambda }},}
که در آن
σ سطح مقطع برخورد دو ذره است(SI: m2),
λ پویش آزاد متوسط بین برخوردهاست (واحدهای SI: m)
n چگالی تعداد ذرات هدف است (واحدهای SI: m-3).
اگر این ذرات در گازی باشند که می‌تواند به شکل کره سخت با شعاع r و فقط از طریق برخورد مستقیم برهمکنش داشته‌باشند. سپس مقطع مؤثر برای برخورد یک جفت ذره این فرمول است
{\displaystyle \sigma =\pi \left(2r\right)^{2}}
اگر این ذرات در گاز با یک نیروی با محدوده بزرگتر از اندازه فیزیکی خود برهمکنش داشته‌باشند، سطح مقطع به‌طور مؤثر بزرگتر است و به متغیرهای دیگری مانند انرژی ذرات بستگی دارد.
سطح مقطع می‌تواند برای محاسبه برخوردهای اتمی به کار رود اما برای برخوردهای در سطح زیر اتمی نیز استفاده می‌شود. برای مثال در فیزیک هسته‌ای یک «گاز» کم انرژی از نوترون در برخورد با هسته در یک رآکتور هسته‌ای یا دیگر دستگاه‌های هسته‌ای با یک سطح مقطع وابسته به انرژی تعریف می‌شود و از این رو نیز پویش آزاد متوسط خوش‌تعریف بین برخوردها دارد.